# Fiez
Fiez ([fi(ə)], toponimo francese) è un comune svizzero di 427 abitanti del Canton Vaud, nel distretto del Jura-Nord vaudois.

## Storia
Dal suo territorio nel 1844 fu scorporata la località di Villars-Burquin, divenuta comune autonomo.

## Monumenti e luoghi d'interesse
- Chiesa riformata di San Clemente, attestata nel XII secolo e ricostruita nel 1596 e nel 1716-1717[2].

## Società

### Evoluzione demografica
L'evoluzione demografica è riportata nella seguente tabella:
Abitanti censiti

## Amministrazione
Ogni famiglia originaria del luogo fa parte del cosiddetto comune patriziale e ha la responsabilità della manutenzione di ogni bene ricadente all'interno dei confini del comune.